# Lukman Niode
Lukman Niode (Yakarta, 21 de octubre de 1963 – Ibidem., 17 de abril de 2020) fue un nadador indonesio. 

## Carrera
Compitió en tres eventos en los Juegos Olímpicos de verano de 1984.

## Muerte
Lukman murió el 17 de abril de 2020 en el Hospital Pelni en Yakarta a la edad de 56 años debido a COVID-19 causado por el virus del SARS-CoV-2 durante la pandemia de enfermedad por coronavirus.